# Leptictidium ginsburgi
A Leptictidium ginsburgi az emlősök (Mammalia) osztályának fosszilis Leptictida rendjébe, ezen belül a Pseudorhyncocyonidae családjába tartozó faj.

## Tudnivalók
A Leptictidium ginsburgit 1989-ben Christian Mathis írta le először. Az állat, Léonard Ginsburgról kapta a nevét. Léonard Ginsburg francia paleontológus és a párizsi Muséum national d'histoire naturelle-nek segédigazgatója. Gazdag Leptictidium ginsburgi maradványt lelőhelyek vannak a következő franciaországi településeknél: Robiac, Le Bretou, Lavergne, La Bouffie, Les Clapiès, Malpérié és Perrière. Ezeken a helyeken felső eocéni rétegek vannak. A Leptictidium ginsburgi fogainak meziális felszíne nem fejlett, mint a többi Leptictidium-fajnál.